# A Camp
A Camp är en svensk musikgrupp, bildad som ett soloprojekt av The Cardigans-sångerskan Nina Persson. 
Nina Persson började 1997 arbeta på A Camps debutalbum tillsammans med Atomic Swing-gitarristen Niclas Frisk. Projektet lades dock på hyllan när Persson gav sig ut på turné med Cardigans efter Gran Turismo (1998). Efter att ha flyttat till New York tog Persson 2000 upp arbetet tillsammans med blivande maken Nathan Larson och producenten Mark Linkous från Sparklehorse. Albumet A Camp gavs ut 2001.
Den 28 januari 2009 släppte bandet ett nytt album med titeln Colonia. A Camp bestod nu av Nina Persson, Niclas Frisk och Nathan Larson. Albumet föregicks av singeln "Stronger Than Jesus" i december 2008.

## Diskografi
Album
- 2001 – A Camp
- 2009 – Colonia